# Sikera Valley
Das Sikera Valley (englisch; bulgarisch долина Сикера dolnia Sikera) ist ein 17 km langes, 5,7 km breites und vereistes Tal im Ellsworthgebirge des westantarktischen Ellsworthlands. Auf der Ostseite der Sentinel Range liegt es zwischen den Doyran Heights und den Flowers Hills. Ein 4 km langer Gletscher mündet mit nordöstlicher Fließrichtung vom Mount Havener kommend südlich des Kostinbrod-Passes in den oberen Abschnitt des Tals. Die Eismassen im Tal fließen in südwestlicher Richtung zum Rutford-Eisstrom ab.
US-amerikanische Wissenschaftler kartierten es 1988. Die bulgarische Kommission für Antarktische Geographische Namen benannte es 2012 nach der Festung Sikera im Südosten Bulgariens.